# الأمير والمسكين (فلم 1990)
الأمير والمسكين أو الأمير والفقير (بالإنجليزية: The Prince and the Pauper) هو فيلم قصير من إنتاج شركة ديزني للرسوم المتحركة من إخراج جورج سكريبنر وبطولة واين ألوين كممثل لشخصية ميكي ماوس، مستوحاة من قصة مارك توين في رواية الأمير والفقيرالتي تحمل نفس العنوان.
و هي تحكي عن ولد فقير من الطبقة العاملة يشبه الأمير إلى حد كبير، وفي يوم من الايام يلتقي الفقير مع الأمير ويقررا أن يأخذ كل منهما مكان الآخر، فيذهب الفقير إلى القصر ويحل الأمير محل الفقير في وسطه الفقير والمهمش.

## التمثيل الصوتي
- واين ألوين -تمثيل ميكي ماوس.
- أرثر بورجهاردت - دنجل
- بل فارمر - أبو طويلة[ ؟ ]، بلوتو ، بندق
- إلفيا ألمن - كوكبة
- توني أنسلمو - بطوط
- Charlie Adler – Weasels #2, Pig Driver, Peasant, Man in Street
- Frank Welker – The King, Archbishop
- Trevor Eyster – Kid #1
- Rocky Krakoff – Kid #2
- Roy Dotrice – The Narrator

## طاقم العمل
- مدير الإنتاج:George Scribner
- المنتج:Dan Rounds
- الكتّاب: Mark Twain, Gerrit Graham and Sam Graham
- موسيقى:Nicholas Pike
- التحرير:H. Lee Peterson
- المدير الفني: Thom Enriquez

## وصلات خارجية
- الموقع الرسمي
- مقالات تستعمل روابط فنية بلا صلة مع ويكي بيانات
- ميكي؛ صور لميكي ماوس.
- ميكي ماوس
- ثمانين عام على ميكي ماوس